# Risby (Herstedvester Sogn)
 For alternative betydninger, se Risby. (Se også artikler, som begynder med Risby)
Risby er en landsby beliggende i den nordlige del af Albertslund Kommune i udkanten af Vestskoven.
Risby er formodentlig grundlagt i vikingetiden og udviklede sig fra at være en bygd til en egentlig landsby. Landsbyen huser filmstudier for Nordisk Film, også kaldet Risbystudierne. I udkanten af landsbyen findes desuden det historiske værksted Vikingelandsbyen.